# Comté de Miller (Arkansas)
Pour les articles homonymes, voir Comté de Miller.
Le comté de Miller est un comté de l'État de l'Arkansas, aux États-Unis. Au recensement de 2010, il comptait 43 462 habitants. Son siège est Texarkana.

## Comtés et paroisses adjacents
|                | Comté de Little River | Comté de Hempstead  |
| Comté de Bowie | comté de Miller       | Comté de Lafayette  |
| Comté de Cass  | Paroisse de Caddo     | Paroisse de Bossier |

## Démographie
| 1830 | 1880  | 1890   | 1900   | 1910   | 1920   | 1930   | 1940   |
| ---- | ----- | ------ | ------ | ------ | ------ | ------ | ------ |
| 356  | 9 919 | 14 714 | 17 558 | 19 555 | 24 021 | 30 586 | 31 874 |

| 1950   | 1960   | 1970   | 1980   | 1990   | 2000   | 2010   | - |
| ------ | ------ | ------ | ------ | ------ | ------ | ------ | - |
| 32 614 | 31 686 | 33 385 | 37 766 | 38 467 | 40 443 | 43 462 | - |